# Універсал

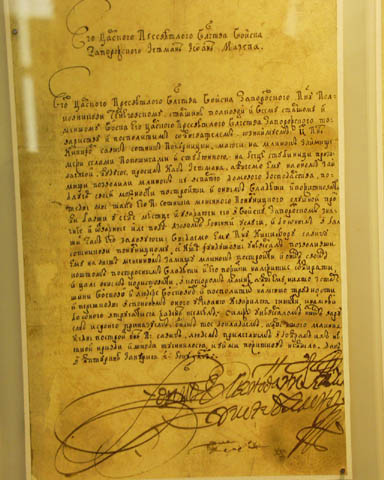
Універсал гетьмана І. Мазепи про сплату податків з млинів. 1695 рік

Універса́л (від лат. Universalis — загальний, через пол. Uniwersał) — актовий документ, який доводить до загального відома певну постанову влади, її розпорядження адміністративно-політичного характеру.
Універсалами називались маніфести або законодавчі акти у Речі Посполитій та Україні у XVI—XVIII століттях, які видавали гетьмани Корони Польської, Великого князівства Литовського, Війська Запорозького, Гетьманщини.
В Україні в XVII—XVIII століттях, на зразок польських королів чи сейму, універсали видавали гетьмани, особи з генеральної старшини або полковники. За своїм змістом універсали охоплювали найрізноманітніші сторони управління Україною:
- стосувалися військових справ (накази про виступ у похід, про несення сторожової служби, про розквартирування військ тощо),
- господарської діяльності (роздача та підтвердження земельних володінь, підтвердження купчих, заповітів, поділів землі та іншого майна),
- поточного управління (призначення на урядові пости, стягнення податків, надання привілеїв, щодо зовнішньої політики) та ін.

Універсал укладався в гетьманській або полкових канцеляріях і містив у вступі імена та титули тих, хто видавав і кому призначався універсал, в кінці ставилась дата видання, підпис та прикладалась печатка. Деякі універсали розповсюджувалися у копіях, які розсилалися до місцевої адміністрації. Іноді універсали оголошувалися прилюдно на площах та в церквах.
Пізніше назву «універсал» надано і деяким політичним документам, зверненням до народу представників визвольного руху: керівники Коліївщини 1768 видали універсал до селян з закликом до боротьби проти польської шляхти за визволення «з неволі і ярма панського», у 1917–1918 роках Центральна Рада назвала універсалами свої головні державно-політичні акти.